# NGC 6538
NGC 6538 في الفهرس العام الجديد، هي مجرة، تقع في كوكبة التنين. اكتشفت في 30 مايو 1886 بواسطة لويس سويفت.

## روابط خارجية
- NGC 6538 على موقع ويكي سكاي: DSS2, SDSS, GALEX, IRAS, Hydrogen α, X-Ray, Astrophoto, Sky Map, Articles and images